# Hostroburî, Lebedîn
Hostroburî (în ucraineană Гостробури) este un sat în comuna Mejîrici din raionul Lebedîn, regiunea Sumî, Ucraina.

## Demografie
Componența lingvistică a localității Hostroburî
     Ucraineană (100%)
Conform recensământului din 2001, toată populația localității Hostroburî era vorbitoare de ucraineană (100%).